# Becchi della Tribolazione
I Becchi della Tribolazione sono quattro vette delle Alpi Graie. Appartengono al Massiccio del Gran Paradiso e si trovano all'interno del Parco Nazionale del Gran Paradiso.

## Caratteristiche

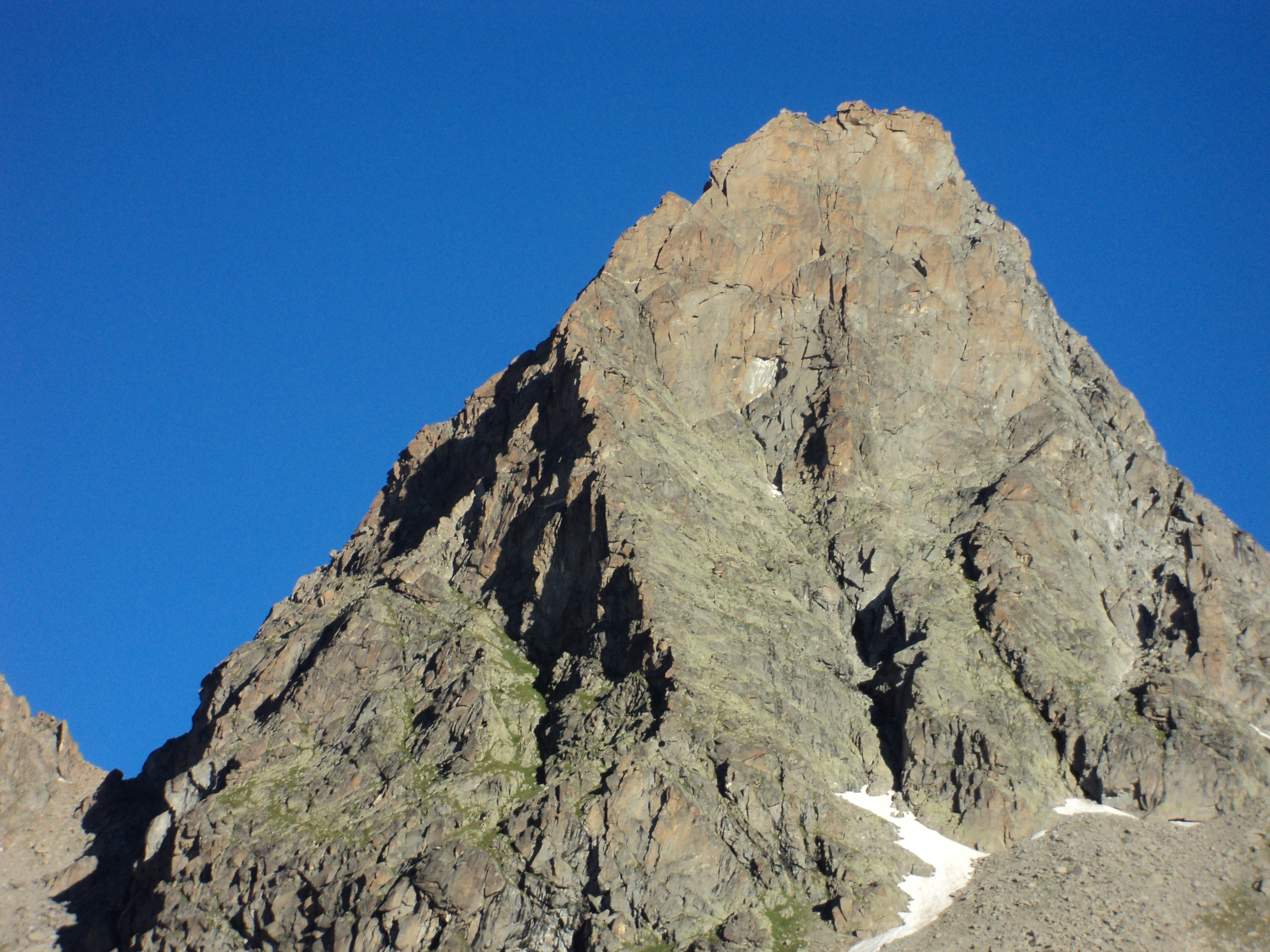
Il Becco Meridionale.

Sono un gruppo di quattro vette distinte che formano una elegante ed affilata cresta granitica solcata da profondi intagli. La più alta ed alpinisticamente importante è il Becco Meridionale della Tribolazione (m 3360 s.l.m.).
Da nord a sud si riconoscono: 
- Becco Settentrionale (m 3292)
- Punta Pergameni (m 3300)
- Becco Centrale (m 3316)
- Becco Meridionale (m 3360)

Esiste una quinta punta poco pronunciata, nominata sulle guide alpinistiche ma non quotata sulle cartine, che si colloca fra il Becco Centrale e quello Meridionale e alla quale è stato assegnato il nome La Sagoma.
Le vie d'accesso sono la Valle dell'Orco salendo da Pont Canavese e nei pressi di Rosone il Vallone di Piantonetto sulla sinistra orografica della Valle dell'Orco.
Il fondo del Vallone termina al lago di Teleccio dominato da una maestosa diga che sbarra un vasto lago artificiale. I Becchi della Tribolazione fanno da sfondo sulla destra orografica del bacino stesso.

## Storia alpinistica
Le quattro cime furono scalate separatamente a partire dal 1875 con la prima ascensione il 14 giugno del Becco Meridionale ad opera di L. Vaccarone, A. Castagneri e A. Boggiatto ma si dovette attendere fino al 9 ottobre 1955 perché la cordata di Enrico Peyronel e Livio Prato compisse la prima traversata completa da nord a sud (Sagoma inclusa).